# Pascal Loretz
Pascal David Loretz (Lucerna, 1º giugno 2003) è un calciatore svizzero, portiere del Lucerna.

## Carriera

### Club
Cresciuto nel settore giovanile del Lucerna, l'11 giugno 2021 firma il primo contratto professionistico, di durata triennale; esordisce in prima squadra il 3 febbraio 2023, nella partita di campionato pareggiata per 1-1 contro lo Young Boys. Il 22 giugno prolunga fino al 2027.

### Nazionale
Dopo avere giocato nelle nazionali giovanili svizzere Under-19, Under-20 ed Under-21, il 13 marzo 2025 è stato convocato per la prima volta in nazionale maggiore.

## Statistiche

### Presenze e reti nei club
Statistiche aggiornate al 10 dicembre 2023.
| Stagione        | Squadra         | Campionato      | Campionato | Campionato | Coppe nazionali | Coppe nazionali | Coppe nazionali | Coppe continentali | Coppe continentali | Coppe continentali | Altre coppe | Altre coppe | Altre coppe | Totale | Totale | Totale |
| Stagione        | Squadra         | Comp            | Pres       | Reti       | Comp            | Pres            | Reti            | Comp               | Pres               | Reti               | Comp        | Pres        | Reti        | Pres   | Reti   |        |
| --------------- | --------------- | --------------- | ---------- | ---------- | --------------- | --------------- | --------------- | ------------------ | ------------------ | ------------------ | ----------- | ----------- | ----------- | ------ | ------ | ------ |
| 2021-2022       | Lucerna         | SL              | 0          | 0          | CS              | 0               | 0               | UECL               | 0                  | 0                  | -           | -           | -           | 0      | 0      |        |
| 2022-2023       | Lucerna         | SL              | 8          | -9         | CS              | 0               | 0               | -                  | -                  | -                  | -           | -           | -           | 8      | -9     |        |
| 2023-2024       | Lucerna         | SL              | 17         | -29        | CS              | 3               | -2              | UECL               | 4                  | -7                 | -           | -           | -           | 24     | -38    |        |
| Totale carriera | Totale carriera | Totale carriera | 25         | -38        |                 | 3               | -2              |                    | 4                  | -7                 |             | -           | -           | 32     | -47    |        |

### Cronologia presenze e reti in nazionale
| Cronologia completa delle presenze e delle reti in nazionale ― Svizzera under 21 | Cronologia completa delle presenze e delle reti in nazionale ― Svizzera under 21 | Cronologia completa delle presenze e delle reti in nazionale ― Svizzera under 21 | Cronologia completa delle presenze e delle reti in nazionale ― Svizzera under 21 | Cronologia completa delle presenze e delle reti in nazionale ― Svizzera under 21 | Cronologia completa delle presenze e delle reti in nazionale ― Svizzera under 21 | Cronologia completa delle presenze e delle reti in nazionale ― Svizzera under 21 | Cronologia completa delle presenze e delle reti in nazionale ― Svizzera under 21 |
| Data                                                                             | Città                                                                            | In casa                                                                          | Risultato                                                                        | Ospiti                                                                           | Competizione                                                                     | Reti                                                                             | Note                                                                             |
| -------------------------------------------------------------------------------- | -------------------------------------------------------------------------------- | -------------------------------------------------------------------------------- | -------------------------------------------------------------------------------- | -------------------------------------------------------------------------------- | -------------------------------------------------------------------------------- | -------------------------------------------------------------------------------- | -------------------------------------------------------------------------------- |
| 28-3-2023                                                                        | Basilea                                                                          | Svizzera under 21                                                                | 2 – 1                                                                            | Israele under 21                                                                 | Amichevole                                                                       | -1                                                                               |                                                                                  |
| 12-9-2023                                                                        | Turku                                                                            | Finlandia under 21                                                               | 1 – 2                                                                            | Svizzera under 21                                                                | Qual. Europeo Under-21 2025                                                      | -1                                                                               |                                                                                  |
| 13-10-2023                                                                       | Losanna                                                                          | Svizzera under 21                                                                | 4 – 2                                                                            | Montenegro under 21                                                              | Qual. Europeo Under-21 2025                                                      | -2                                                                               |                                                                                  |
| 21-11-2023                                                                       | Neuchâtel                                                                        | Svizzera under 21                                                                | 2 – 2                                                                            | Romania under 21                                                                 | Qual. Europeo Under-21 2025                                                      | -2                                                                               |                                                                                  |
| Totale                                                                           |                                                                                  | Presenze                                                                         | 4                                                                                |                                                                                  | Reti                                                                             | -6                                                                               |                                                                                  |